# Alpha2 Capricorni
Alpha2 Capricorni (α2 Cap) ist ein teleskopischer Mehrfachstern im Sternbild Steinbock. Er hat eine scheinbare Helligkeit von 3,6 mag und seine Entfernung beträgt etwa 106 Lichtjahre.
Der Stern bewegt sich für Beobachter auf der Erde mit einer Eigenbewegung von 63 Millibogensekunden/Jahr über den Himmel. Bei seiner Entfernung entspricht dies einer hohen Geschwindigkeit von etwa 91 km/s, während er sich zusätzlich mit etwa 0,7 km/s von uns entfernt.
Alpha2 Capricorni ist ein System aus vier Komponenten. Der Hauptstern A ist ein gelber Riesenstern von etwa 2,2-facher Masse, 8 ½-fachem Durchmesser und 40-facher Leuchtkraft der Sonne. Seine effektive Oberflächentemperatur beträgt 5030 K und sein Alter liegt bei (1,3 ± 1,0) Mrd. Jahren.
Im Jahr 1827 fand John Herschel etwa 8 Bogensekunden neben dem hellen Stern A einen fast 1000-mal schwächeren Begleiter BC mit einer scheinbaren Helligkeit von 11,1 mag. Dieser Stern konnte 1874 durch Alvan Graham Clark wiederum als doppelt erkannt werden, seine beiden Komponenten B und C mit fast gleichen Helligkeiten von 11,2 bzw. 11,5 mag haben nur einen Abstand von etwas über 1″. Bereits 1838 hatte Clark noch eine weitere Komponente D beschrieben. Dieser Stern hat eine Helligkeit von 10,5 mag und befand sich zum Zeitpunkt der Entdeckung etwa 200″ vom Hauptstern A entfernt, heute beträgt der Abstand noch etwa 150″. Die beiden Sterne B und C besitzen jeweils eine Masse von etwa 0,6 Sonnenmassen, es handelt sich wahrscheinlich um orange Hauptreihensterne und sie umkreisen einander in etwa 218 Jahren, während sie gemeinsam den Hauptstern A einmal in 1682 Jahren umrunden.
Alpha2 wurde zusammen mit dem Stern Alpha1 Capricorni auch mit dem Eigennamen „Algiedi“ oder „Algedi“ (von arabisch الجدي, DMG al-ǧady ‚das Ziegenböckchen‘) bezeichnet. Zur Unterscheidung von diesem wurde er auch „Secunda Giedi“ genannt. Nach dem „IAU Catalog of Star Names“ der Working Group on Star Names (WGSN) der IAU zur Standardisierung von Sternnamen wurde der Name in der Form „Algedi“ 2016 nur dem helleren Alpha2 Capricorni zugewiesen.